# Harper Lee
Pour les articles homonymes, voir Lee.
Œuvres principales
- Ne tirez pas sur l'oiseau moqueur (roman, 1960)
- Va et poste une sentinelle (roman, 2015)

Nelle Harper Lee, dite Harper Lee, née le 28 avril 1926 à Monroeville dans l'Alabama et morte le 19 février 2016 dans la même ville, est une romancière américaine connue pour son roman Ne tirez pas sur l'oiseau moqueur (To Kill a Mockingbird), prix Pulitzer en 1961. Vendu à quarante millions d'exemplaires, ce livre est un classique de la littérature américaine, étudié à ce titre dans de nombreuses écoles secondaires des États-Unis, et régulièrement cité en tête des classements des critiques et libraires.
Elle reçoit en 2007 la médaille présidentielle de la Liberté du président George W. Bush pour sa contribution à la littérature,.

## Biographie

### Années d'études
Nelle Harper Lee naît le 28 avril 1926 à Monroeville, dans l'Alabama. Son père, Amasa Coleman Lee, est avocat et éditeur du Monroe Journal ; il présente de nombreuses ressemblances avec Atticus Finch, le père de la narratrice dans Ne tirez pas sur l'oiseau moqueur. Enfant, Lee était une lectrice précoce. Elle était amie avec son voisin et camarade d'école Truman Capote.
Après ses études à l'école secondaire de Monroeville, elle fait de 1945 à 1949 des études de droit à l'université de l'Alabama, qu'elle décide d'arrêter pour aller vivre à New York avec l'intention de devenir écrivaine. Sans diplôme, elle part pour Oxford, puis revient s'installer à New York en 1950. 

### Son apport àDe sang-froid
Harper Lee travaille quelque temps à New York comme employée de bureau dans une compagnie aérienne où elle se charge des réservations. Mais bientôt elle décide de se lancer dans une carrière d'écrivain, avec le soutien moral et financier de ses amis. Truman Capote l'entraîne en 1959 dans l'écriture d'un roman sur un quadruple meurtre, qui va devenir De sang-froid (In Cold Blood). Elle l'accompagne à Holcomb (Kansas) pour l'aider dans ses recherches. Elle l'assiste pendant les entretiens, jouant notamment un rôle apaisant auprès de ceux qui étaient surpris de la personnalité excentrique de Capote. Elle est toujours là pour encourager l'écrivain lorsqu'il menace d'abandonner un projet aussi ample et épuisant. Capote la cite en la remerciant pour son « travail de secrétaire » et lui dédie le roman, ainsi qu'à son compagnon Jack Dunphy.

## Son œuvre

### Premier roman

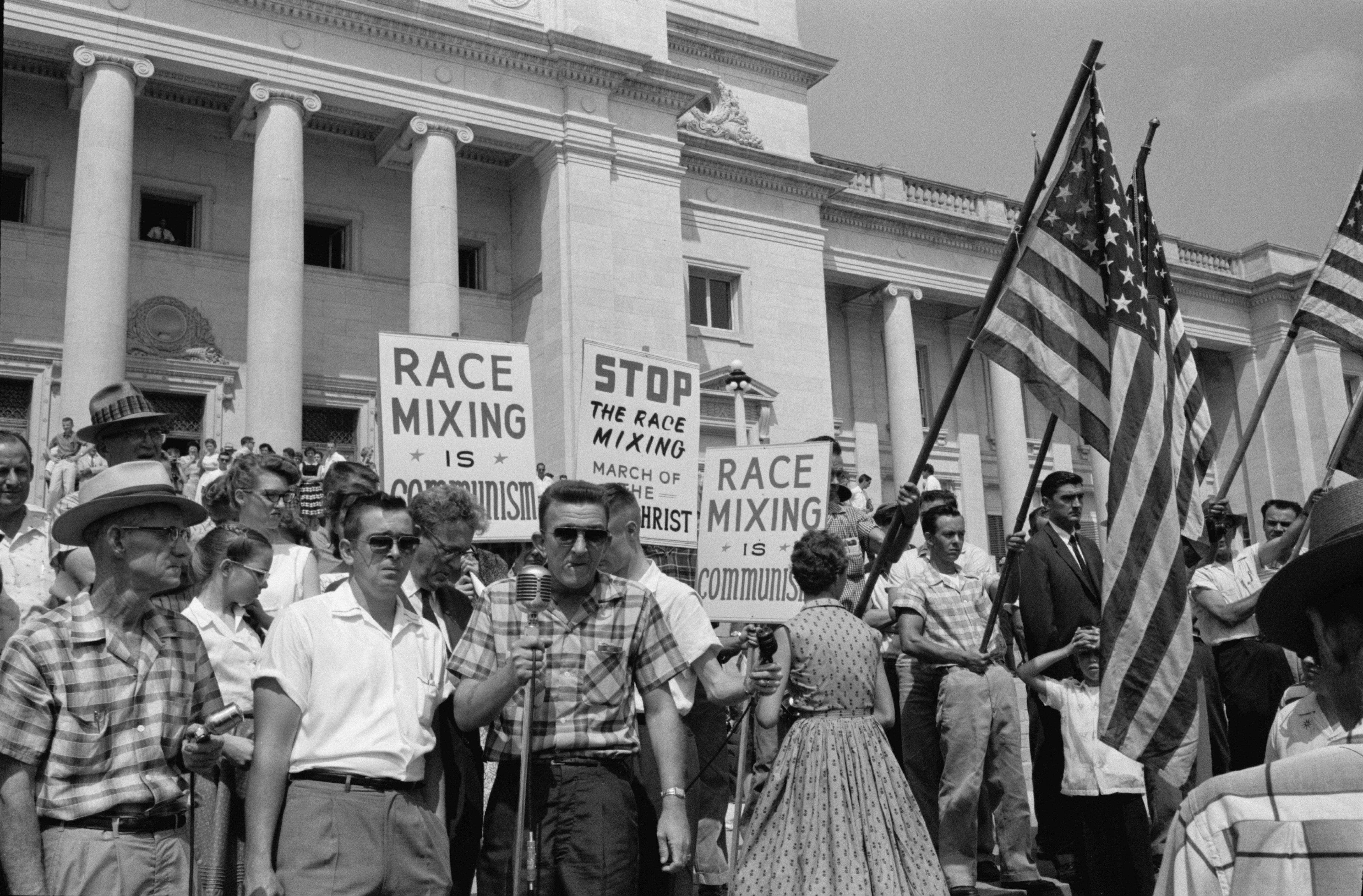
Manifestation raciste à Little Rock, 1959.

En 1957, elle présente un premier manuscrit plus proche du recueil de nouvelles que du roman à son agent. Sur les conseils de ce dernier, elle développe, durant deux ans et demi, l'une de ces nouvelles pour en faire un roman intitulé To Kill a Mockingbird (traduction française sous le titre Ne tirez pas sur l'oiseau moqueur), qui paraît en 1960 et reste longtemps son seul livre publié. Le succès est immédiat. Couronné du prix Pulitzer en 1961, To Kill a Mockingbird est vendu à cinq cent mille exemplaires la première année.
Plaidoyer pour la justice, le roman paraît à l'époque de la reconnaissance des droits civiques des Afro-Américains, et notamment de l'abolition de la discrimination de facto dans les établissements d'enseignement qui donne lieu à des manifestations conservatrices violentes.

### Découverte d'un inédit
Harper Lee ne publiera pas d'autre roman avant 2015. Quelques articles et essais paraissent sous sa signature, entre autres dans Vogue. Son très long silence de 55 années et sa très grande discrétion depuis la parution de son premier et jusque-là unique livre ont alimenté les rumeurs ; d'autant qu'elle a déclaré, peu après la parution de Ne tirez pas sur l'oiseau moqueur, s'être mise à la rédaction d'un second roman. Le bruit a couru parmi ses admirateurs qu'elle aurait alors écrit plusieurs romans sans en publier aucun, ou qu'elle aurait continué à publier sous un pseudonyme.
Finalement la sortie d'un nouveau roman, ayant pour titre Va et poste une sentinelle (titre original Go Set a Watchman), est annoncée en janvier 2015 pour l'été de la même année.
Il aurait été écrit dans les années 1950. Selon le site Livres Hebdo, le roman « reprend beaucoup des personnages déjà présents dans Ne tirez pas sur l'oiseau moqueur, mais vingt ans plus tard. »

### To Kill a Mockingbird
- Quand meurt le rossignol / texte abrégé ; trad. Germaine Béraud
  - Paris : Le Livre contemporain, 1961, 316 p.
  - Paris : Seghers, coll. Nouveaux horizons, 1964, 223 p.
- Alouette, je te plumerai / trad. Isabelle Stoïanov
  - Paris : Julliard, 1989, 403 p.  (ISBN 2-260-00628-0)
  - Paris : France loisirs, 1990, 403 p.  (ISBN 2-7242-5089-3)
- Ne tirez pas sur l'oiseau moqueur / trad. Isabelle Stoïanov, revue et actualisée par Isabelle Hausser ; postface d'Isabelle Hausser
  - Paris : Éd. de Fallois, 2005, 346 p.  (ISBN 2-87706-550-2)
  - Paris : France loisirs, 2005, 418 p.  (ISBN 2-7441-8561-2)
  - Paris : LGF, coll. Le Livre de poche no 30617, 2006, 447 p.  (ISBN 2-253-11584-3) ; réimpr. 2013  (ISBN 978-2-253-11584-7)
  - Paris : LGF, coll. Le Livre de poche no 30617, 2008, 447 p.  (ISBN 978-2-253-12669-0) - éd. collector
  - Paris : Audiolib, 2015  (ISBN 978-2367620367)

### Go Set a Watchman
- Va et poste une sentinelle[8]
  - Paris : Grasset, 2015, 336 p.  (ISBN 978-2246858683)

## Filmographie
- Ne tirez pas sur l'oiseau moqueur a fait l'objet d'une adaptation cinématographique en 1962 (en français Du silence et des ombres), réalisée par Robert Mulligan, avec Gregory Peck dans le rôle principal. Le film récolta trois Oscars, dont celui du meilleur acteur et de la meilleure adaptation, ainsi qu'un prix au Festival de Cannes.

- En 2005, Harper Lee est incarnée par l'actrice Catherine Keener dans le film biographique Truman Capote, où sont montrées son influence sur la personnalité de Truman Capote et sa contribution dans le roman-enquête De sang-froid.
- En 2006, Harper Lee est à nouveau incarnée à l'écran, cette fois-ci par l'actrice Sandra Bullock, dans le film Scandaleusement célèbre inspiré du livre Truman Capote, de George Plimpton.